# Породична хиперхолестеролемија
Породична хиперхолестеролемија (ПХ) је генетски поремећај који карактерише висок ниво липопротеини ниске густине (ЛДЛ од енгл. Low density lipoprotein - LDL  једног од пет главних група липопротеина које транспортују све молекуле масти у телу и у ванћелијској течности) од рођења. Она доводи до брзог развоја атеросклерозе са штетним исходима као што су инфаркт миокарда и смрт који се јављају у раној доби  пацијената са ПХ, посебно код оних који нису уоште или нису адекватно лечени.  
ПХ је класификован као тип 2 породичне дислипидемије. Постоји пет типова породичне дислипидемије (не укључујући подтипове), а свака је класификована према промењеном профилу липида и према генетској абнормалности. На пример, висок ЛДЛ (често због дефекта ЛДЛ рецептора) је тип 2. Други типови укључују дефекте у метаболизму хиломикрона, метаболизму триглицерида и метаболизму других честица које садрже холестерол, као што су липопротеина веома ниске густине.  
Тренутне смернице снажно подржавају лечење ПХ са циљевима да вредност холестерола буд 100 (2,56 ммол/Л) и 70 мг/дЛ (1,86 ммол/Л) што је су у складу са нивоима ризика. До пре 3 деценије, лечење тешке хиперхолестеролемије код ПХ је било клиничка дилема. Доступност статина и касније других фармаколошких интервенција довела је до драматичне промене у способности данашње медицине да контролише нивое ЛДЛ чак и код хомозиготних пацијената, са неколико изузетака у којима је афереза и даље потребна.  
Упркос неколико ефикасних лекова за снижавање холестерола који су сада доступни, главна празнина у лечењу ове болести је недостатак раног откривања и одговарајуће фармаколошке интервенције особа са ПХ. У ствари, најтежи облици, као што је хомозиготна ПХ, генерално показују недвосмислене физичке знакове из детињства; насупрот томе, мање тешки облици ПХ могу остати скривени до појаве првог кардиоваскуларног догађаја. Стога је рана идентификација ових субјеката кључна за смањење терета изложености холестеролу и инциденце кардиоваскуларних догађаја. Међутим на то утиче дијагностика, која се не спроводи оптимално широм света. Као последица тога, субјекти са ПХ остају недијагностиковани и терапија се не спроводи у потпуности. 

## Епидемиологија
Глобална преваленција ПХ је око 10 милиона људи. У већини проучаваних популација, хетерозиготни ПХ се јавља код око 1:250 људи, али се не развијају сви симптоми.  Хомозиготни ПХ се јавља у око 1:1,000,000. 
ЛДЛР мутације су чешће у одређеним популацијама, вероватно због генетског феномена познатог као ефекат оснивача - започела их је мала група појединаца, од којих је један или неколико био носилац мутације. 
Африканци, Француски Канађани, либански хришћани и Финци имају високу стопу специфичних мутација због којих је ПХ посебно чест у овим групама. Док су АПОБ мутације чешће у становника централне Европе. 

## Етиопатогенеза
Отприлике 1 од 100 до 200 људи има мутације у ЛДЛР гену који кодира протеин ЛДЛ рецептора, који нормално уклања ЛДЛ из циркулације, или аполипопротеин Б (АпоБ), који је део ЛДЛ који се везује за рецептор; мутације у другим генима су ретке, али их је важно знати, укључујући мутације појачања функције у ПЦСК9, молекуларној „маказици“ ЛДЛ рецептора, што доводи до мање доступног ЛДЛР-а. ПЦСК9 мутације узрокују мање од 5% случајева ПХ, према већини епидемиолошких студија.  
Људи који имају једну абнормалну копију (хетерозиготни су) ЛДЛР гена могу прерано да развију кардиоваскуларну болест у доби од 30 до 40 година. 
Имати две абнормалне копије (хомозигот) може изазвати тешку кардиоваскуларну болест у детињству. 
Хетерозиготни ПХ је уобичајен генетски поремећај, наслеђен по аутозомно доминантном обрасцу, и јавља се код 1:250 људи у већини земаља; док је хомозиготни ФХ много ређи, јавља се код 1 од 300.000 људи.

### Генетика
Генетски дефекти у неколико гена укључених у метаболизам ЛДЛ-а могу изазвати ПХ; мутације у ЛДЛР гену, које кодирају за ЛДЛ рецептор (ЛДЛР) су најчешћи узрок ПХ, али мутације у АПОБ гену и мутације за добијање функције (ГОФ) у гену ПЦСК9 такође могу довести до ПХ фенотипа
Редак рецесивни облик хиперхолестеролемије (аутозомно рецесивна хиперхолестеролемија, АРХ) је узрокован мутацијама губитка функције у ЛДЛРАП1 гену (кодирајући за протеин који промовише интернализацију ЛДЛР/ЛДЛ комплекса).  Међутим, међу испитаницима са клиничком дијагнозом ПХ, само 40–80% пацијената, у зависности од критеријума који се користе, показује мутацију у једном од класичних гена који су узрочници ФХ, што сугерише да је релативно висок проценат ПХ „негативног на мутацију“ пацијенти вероватно имају полигени узрок који лежи у основи њихове изражене хиперхолестеролемије [
Хетерозиготни облик ПХ (ХеПХ) има преваленцију од ∼1/500 до 1/200 у општој популацији и карактерише га 2-3 пута повећање нивоа ЛДЛ-Ц и појава коронарне болести срца (ЦХД) пре 55 година (60 за жене) док хомозиготни облик (ХоПХ) је ређи, са преваленцијом од ∼1/160,000–1/300,000, а ХоПХ пацијенте генерално карактерише још тежи фенотип нивоа ЛДЛ-Ц. Ово веће оптерећење холестеролом доводи до појаве изузетно прераног кардиоваскуларног обољења, код пацијената са ХоПХ који пате од инфаркта миокарда много пре своје 10. године, посебно код пацијената са ХоФХ који носе две рецептор-негативне мутације. Субјекти који носе мутације у генима АПОБ или ПЦСК9 генерално показују блажи фенотип.
ЛДЛ спада у најатерогенију класу липопротеина у крви, која се формира од липопротеина веома ниске густине (ВЛДЛ) током липолизе посебно код веома висок ниво холестерола липопротеина ниске густине (ЛДЛ холестерол), у крви и раним кардиоваскуларним обољењима. 
Најчешће мутације смањују број функционалних ЛДЛ рецептора у јетри или због појава абнормалних ЛДЛ рецептора они никада не долазе на површину ћелије да би правилно функционисали, тако да високи нивои холестерола мање реагују на  методе контроле холестерола које су обично ефикасније код људи без ПХ (као што су модификација исхране и таблете статина). У таквим стањима, лечење (укључујући веће дозе статина) је обично ефикасно.

## Дијагноза
У клиничкој пракси, ПХ се обично дијагностикује коришћењем критеријума заснованих на породичној или личној историји превремених кардиоваскуларних болести, клиничким знацима (ксантом тетиве, аркус рожњаче) и високим нивоима ЛДЛ-Ц, са или без генетског тестирањању (које пружа коначну дијагнозу ПХ), мада постоје неки пацијенти са клиничком дијагнозом ПХ код којих се не може идентификовати мутација у генима који су класично повезани са овим стањем, што сугерише укључивање непознатих гена или полигени узрок. 
| Критеријуми за дијагнозу вероватнe хетерозиготнe ПХ (са 98% специфичности) | Критеријуми за дијагнозу вероватнe хетерозиготнe ПХ (са 98% специфичности) | Критеријуми за дијагнозу вероватнe хетерозиготнe ПХ (са 98% специфичности) | Критеријуми за дијагнозу вероватнe хетерозиготнe ПХ (са 98% специфичности) | Критеријуми за дијагнозу вероватнe хетерозиготнe ПХ (са 98% специфичности) | Критеријуми за дијагнозу вероватнe хетерозиготнe ПХ (са 98% специфичности) |
|                                                                            |                                                                            | Сродник I степена                                                          | Сродник I степена                                                          | Општа популација                                                           | Општа популација                                                           |
| Године                                                                     | Холестерол                                                                 | mg/dL                                                                      | mmol/L                                                                     | mg/dL                                                                      | mmol/L                                                                     |
| -------------------------------------------------------------------------- | -------------------------------------------------------------------------- | -------------------------------------------------------------------------- | -------------------------------------------------------------------------- | -------------------------------------------------------------------------- | -------------------------------------------------------------------------- |
| < 18                                                                       | укупно                                                                     | > 220                                                                      | > 5.7                                                                      | > 270                                                                      | > 7.0                                                                      |
| < 18                                                                       | LDL-C                                                                      | > 155                                                                      | > 4.0                                                                      | > 200                                                                      | > 5.2                                                                      |
| 20–29                                                                      | укупно                                                                     | > 240                                                                      | > 6.2                                                                      | > 290                                                                      | > 7.5                                                                      |
| 20–29                                                                      | LDL-C                                                                      | > 170                                                                      | > 4.4                                                                      | > 220                                                                      | > 5.7                                                                      |
| 30–39                                                                      | укупно                                                                     | > 270                                                                      | > 7.0                                                                      | > 340                                                                      | > 8.8                                                                      |
| 30–39                                                                      | LDL-C                                                                      | > 190                                                                      | > 5.0                                                                      | > 240                                                                      | > 6.2                                                                      |
| ≥ 40                                                                       | укупно                                                                     | > 290                                                                      | > 7.5                                                                      | > 360                                                                      | > 9.3                                                                      |
| ≥ 40                                                                       | LDL-C                                                                      | > 205                                                                      | > 5.3                                                                      | > 260                                                                      | > 6.7                                                                      |
| Рођаци у првом степену су родитељи, потомци, браћа и сестре                |                                                                            |                                                                            |                                                                            |                                                                            |                                                                            |

Позитиван генетски тест омогућава да се дискриминише ПХ субјект од „нормалног“ хиперхолестеролемичног пацијента с једне стране, а са друге помаже у идентификацији ПХ међу рођацима. 
Због великог броја могућих мутација које изазивају ПХ и због могућег укључивања додатних гена, фенотип ПХ је веома варијабилан, а субјекти који носе исту мутацију могу показати дубоко различите липидне и клиничке профиле, као и различите одговоре на исте фармаколошки третман; поред тога, субјекти са ХоПХ могу имати нивое ЛДЛ-Ц знатно испод оних који се очекују за ово стање и стога можда неће бити препознати.

## Терапија
Хетерозиготна ПХ се обично лечи статинима, секвестрантима жучне киселине или другим средствима за снижавање липида који снижавају ниво холестерола. Новим случајевима се обавезно нуди генетско саветовање, јер хомозиготни ПХ често не реагује на медицинску терапију и може захтевати друге третмане, укључујући ЛДЛ аферезу (уклањање ЛДЛ-а методом сличном дијализи) и повремено трансплантацију јетре.

### Лекови

#### Статини
Терапија статинима представља први фармаколошки приступ за лечење хиперхолестеролемије код пацијената са ПХ, а тренутне смернице препоручују да се одрасли лече максималном толерисаном дозом статина високе потентности. У већини случајева, међутим, монотерапија статинима је недовољна за постизање препоручених нивоа ЛДЛ-Ц.
С обзиром на механизам деловања статина, који свој ефекат на снижавање липида испољава делимично повећањем хепатичке експресије ЛДЛР, очекује се да хомозиготни субјекти ПХ који носе нулте мутације на ЛДЛР гену неће реаговати. Међутим, ови пацијенти реагују на статине, иако у мањој мери у поређењу са другим пацијентима са ПХ, пошто статини могу деловати преко алтернативних механизама деловања, као што је смањење ВЛДЛ (а тиме и ЛДЛ) синтезе]. Смањење ЛДЛ-Ц уочено код ових пацијената је ниже него код пацијената без ФХ (∼20% наспрам 40–60%).
Смернице сугеришу да деца са ПХ такође треба да се лече статинима од 8-10 година, почевши од ниских доза и ескалирајући дозу како би се достигли препоручени нивои ЛДЛ-Ц. Главна забринутост се односи на безбедност лечења статинима код деце са ПХ. Међутим, мета-анализа 6 студија укључујући 798 деце показала је да статини значајно смањују ЛДЛ-Ц (пондерисана средња разлика: -30%), укупни холестерол (-23%) и апоБ (-25%) и нису примећене статистички значајне разлике. између деце која су лечена статинима и плацебом у погледу нежељених догађаја, сексуалног развоја, токсичности мишића или токсичности јетре. Ефикасност росувастатина, који није укључен у описану мета-анализу, процењена је код ХеФХ деце и адолесцената, што је резултирало смањењем нивоа ЛДЛ-Ц за 35–45%, значајно нижом прогресијом задебљања каротидне интиме-медије и нема штетних ефеката на раст или полно сазревање након 2 године лечења. Росувастатин је смањио нивое ЛДЛ-Ц и код деце и адолесцената са ХоПХ (средње смањење од 22,3%); они који имају резидуалну активност ЛДЛР имали су највеће смањење (23,5%), али су они који носе две ЛДЛР нулте мутације такође одговорили (смањење од 14%). Слично, питавастатин је у зависности од дозе смањивао нивое ЛДЛ-Ц код деце узраста 6-17 година, са безбедносним профилом сличним плацебо групи. Вреди напоменути да је, у ретроспективној студији спроведеној код пацијената са ХеПХ, употреба терапије статинима умереног до високог интензитета смањила ризик од болести коронарних артерија и морталитета за 44%; међутим, проспективна испитивања кардиоваскуларних исхода код ПХ лечених статинима још увек недостају.

#### Езетимиб
Езетимиб инхибира цревни унос холестерола из исхране и билијарног холестерола тако што инхибира Ниеманн-Пицк Ц1 лике 1 (НПЦ1Л1) транспортер, што доводи до смањене испоруке холестерола у јетру, што заузврат појачава експресију ЛДЛР и резултира смањењем ЛДЛ-а. Ц нивоа. Знаковито испитивање езетимиба било је ИМПРОВЕ-ИТ, које је упоређивало ефекат езетимиба који је додат симвастатину са самим симвастатином код пацијената са недавним акутним коронарним синдромом и пријавило значајно смањење нивоа ЛДЛ-Ц и стопе кардиоваскуларних догађаја код пацијената лечених овим леком. комбинована терапија. До данас није јасно да ли комбинација статин/езетимиб може имати утицаја и на прогресију дебљине интиме-медија, али испитивање ПРЕЦИСЕ-ИВУС, спроведено код пацијената са коронарном болешћу и проценом ефекта езетимиба у комбинацији са аторвастатином у односу на монотерапију аторвастатином, пријавило је већу регресију коронарног плака код субјеката лечених комбинованом терапијом. Ови подаци подржавају препоруку давања езетимиба у комбинацији са статином код пацијената са ФХ, што доводи до додатног смањења (10-15%) нивоа ЛДЛ-Ц, и назначити езетимиб као први лек за снижавање липида без статина, без икаквих забринутости за безбедност. Вреди напоменути да је комбинација езетимиб + статин ефикасна и код адолесцената са ХеФХ, који су показали веће смањење нивоа ЛДЛ-Ц у поређењу са третманом самим симвастатином (у 33. недељи: -54,0% наспрам -38,1%, п  < 0,01 ). Оба третмана су се добро толерисала и није било клинички релевантних знакова раста, сексуалног сазревања или поремећаја стероидних хормона.

#### ПЦСК9 инхибитори
Пропротеинска конвертаза 2 (ПЦСК9) је протеин који се углавном експримира у јетри и игра релевантну улогу у експресији ЛДЛР; у ствари, она везује ЛДЛР изражен на површини хепатоцита и циља на његову деградацију. Као последица тога, високи нивои ПЦСК9 су повезани са хиперхолестеролемијом, а мутације за повећање функције (ГОФ) у гену ПЦСК9 као узроку породичне хиперхолестеролемије и повећаног кардиоваскуларног ризика. Напротив, мутације губитка функције (ЛОФ) су повезане са смањеним нивоом ЛДЛ-Ц у плазми и мањим ризиком од коронарне болести срца, што указује на ПЦСК9 као могућу фармаколошку мету за лечење хиперхолестеролемије.  
Развијено је неколико инхибитора ПЦСК9; такви инхибитори су или моноклонска антитела (еволокумаб и алирокумаб) која, везивањем за циркулишући ПЦСК9, спречавају његову интеракцију са површинским ЛДЛР-ом, или молекулом сиРНА (инклисиран) који инхибира интрацелуларну синтезу ПЦСК9. Моноклонска антитела су тестирана на великом броју хиперхолестеролемичних популација, укључујући субјекте са ПХ. 

### Трансплантација јетре
Пошто је преко 90% укупног ЛДЛР-а локализовано у ћелијама јетре, трансплантација јетре је једини третман за нормализацију нивоа ЛДЛ-Ц, јер доводи до скоро потпуне замене дисфункционалног ЛДЛР-а. Међутим, мало се зна о дугорочном ефекту ове процедуре за ову специфичну индикацију. Након трансплантације јетре, нивои ЛДЛ-Ц се драматично смањују; међутим, овај поступак мора бити усвојен пре појаве кардиоваскуларних компликација. У ствари, упркос нормализацији липида, кардиоваскуларни догађаји могу настати у присуству утврђене атеросклерозе пре трансплантације јетре, а васкуларна стеноза може напредовати. Једна студија случаја показала је пацијента који је био хетерозиготан због велике делеције и мутације која је резултовала са 10% резидуалне ЛДЛР активности који је имао тешку срчану инсуфицијенцију са узнапредовалом атеросклеротском болешћу и подвргнут комбинованој трансплантацији срца и јетре. Нивои ЛДЛ-Ц драматично су смањени 10 дана након трансплантације (са 13 ммол/Л [503 мг/дЛ] на 2,1 ммол/Л [81 мг/дЛ]) након 20 година, нивои ЛДЛ-Ц били су 4,3 ммол/Л (166 мг/дЛ), а нису били присутни знаци кардиоваскуларних болести.
Због значајних клиничких изазова трансплантације органа (због потребе доживотне имуносупресивне терапије), она остаје прихваћена опција само за лечење ХоПХ пацијената који не реагују на конвенционалну терапију за снижавање липида и вероватно пре појаве значајне кардиоваскуларне болести.